# 錫格利斯托夫

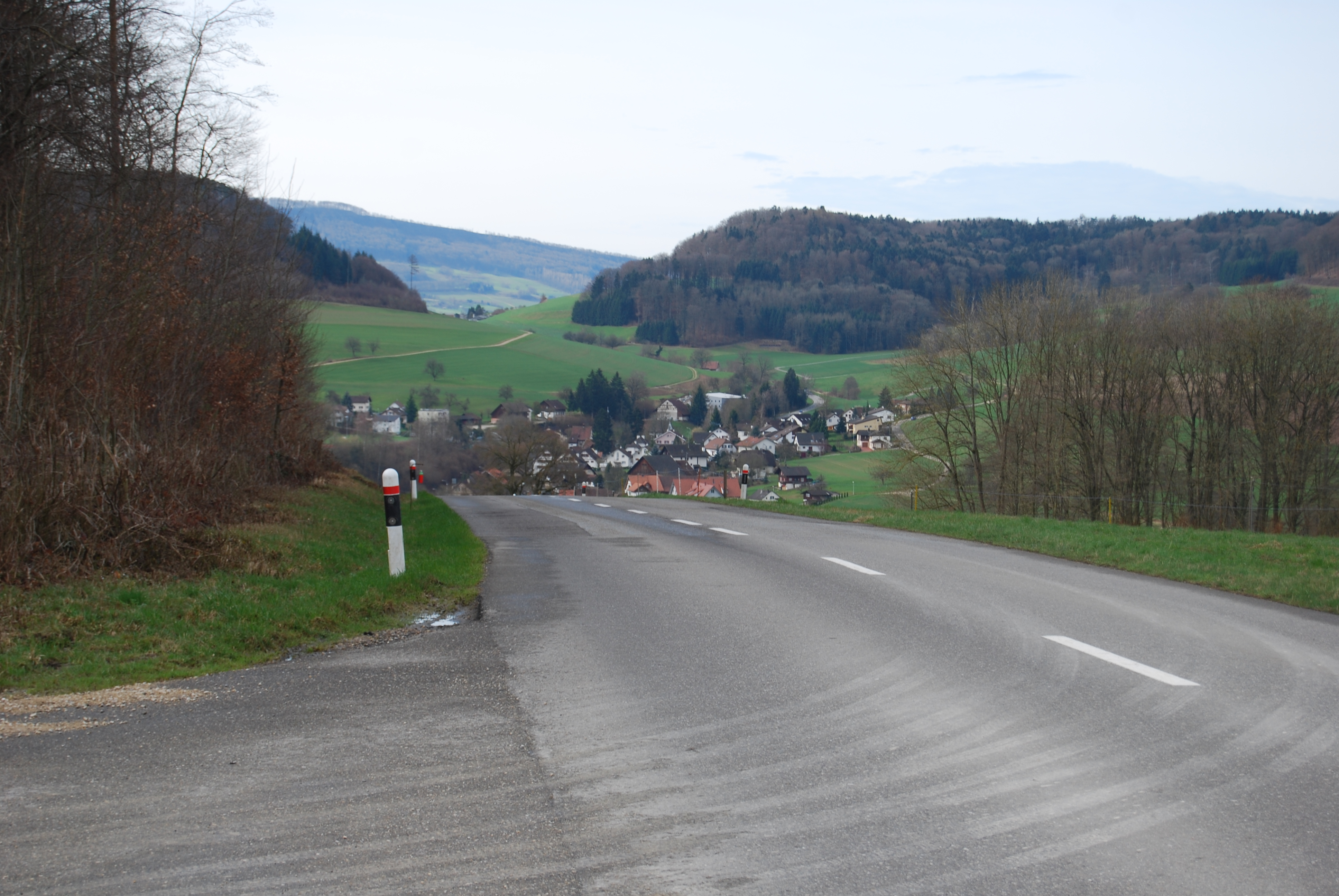

錫格利斯托夫是瑞士的城鎮，位於該國北部，由阿爾高州負責管轄，面積5.51平方公里，海拔高度444米，2012年人口628，五成半人口信奉羅馬天主教，人口密度每平方公里114人。
47°32′45″N 8°22′50″E / 47.5458°N 8.3806°E